# Translocação
Translocação em termos gerais pode ser definida como movimento ou mudança de algo de um local para outro. Em conservação de vida selvagem, significa transferência por acção humana de organismos de um local para outro.

## Translocação de aves
Translocação é o processo pelo qual se mudam aves de uma determinada espécie, normalmente crias, da sua colónia natal para uma colónia artificial noutro local, com o objectivo de adaptar estas aves ao seu novo habitat, tornando-as aptas a procriar e a colonizar ou restabelecer uma colónia. Tentativas de desenvolvimento e aplicação de métodos de translocação têm ocorrido por todo o mundo há mais de meio século, e envolvem vastas áreas onde as espécies nidificam [1].
Espécies criadas em cativeiro com sucesso podem ser reintroduzidas nos seus habitats originais. Noutros casos, quando o problema reside no habitat original, as aves devem ser movidas para outro local para a sua protecção [2].

## Para quê translocar?
O principal objectivo das translocações de aves consiste em estabelecer colónias adicionais de espécies raras ou ameaçadas em locais onde possam ser protegidas das ameaças [1]. As translocações podem constituir uma solução para o restabelecimento de populações selvagens em declínio e de espécies ameaçadas. No entanto, estas técnicas intensivas para restaurar e preservar espécies criticamente ameaçadas, são medidas de último recurso, sendo preferível adoptar medidas preventivas para a conservação [2].

## Que ameaças?
As ameaças às aves são maioritariamente causadas por actividades antropogénicas, pondo assim em causa a biodiversidade das espécies. Estas são [1][3]:
- Exploração directa em actividades de caça;
- Habitats destruídos devido a desflorestação para serem posteriormente transformados em terrenos agrícolas;
- Predadores introduzidos tais como gatos, cães, ratos e outros mamíferos;
- Doenças introduzidas, tais como a malária das aves, são causas de morte nalgumas populações.
- A ingestão de toxinas (DDT, pesticidas, metais, etc.) pelas aves ou a absorção através da pele podem ser causas de doença ou morte.

## Outras ameaças
- Perturbação de ninhos e distúrbios causados por motas de água, veículos todo-o-terreno ou outras actividades;
- As linhas e redes de pesca para muitas espécies marinhas, quando estas ficam presas e se afogam;
- Diminuição do alimento disponível devido às actividades piscatórias;
- As alterações climáticas devido ao aquecimento global constituirão ameaças para muitas espécies e crê-se que muitas delas irão extinguir-se [3];
- O aumento das populações humanas tem como consequência o aumento de luz artificial, o que pode interferir com as rotas de migração de muitas aves.

## Exemplos
As alterações na vegetação e a introdução de predadores nas pequenas ilhas da Nova Zelândia provocaram uma redução de populações de espécies endémicas de pássaros canoros a um nível crítico; 3 espécies, “Black Robins”, “South Island Robins”, e “Saddlebacks”, foram translocadas com sucesso para ilhas com vegetação mais adequada e sem predadores [2].

## Translocação de crias de pardela mergulhadora comum (Pelecanoides urinatrix)
Na ilha Mana, na Nova Zelândia, foram realizadas tentativas de restaurar uma colónia de P. urinatrix através de uma combinação de transmissão de vocalizações, transferência e alimentação de crias à mão (hand-feeding) até estarem aptas para voar. Através de sistemas de som instalados nos locais de estudo, foram emitidos sons de vocalizações de aves, atraindo assim as crias de P. urinatrix. Foram preparados ninhos artificias, nas imediações das colunas de som, dos quais foram retiradas as crias, anilhadas, medidas e pesadas. Estas foram posteriormente colocadas em caixas ventiladas para serem transportadas. Das 118 crias translocadas para a ilha Mana, 20 regressaram ao habitat original, das quais se verificaram 15 em fase reprodutora [5] .

## Translocação de papagaios-do-mar (Fratercula artica)
Foram translocadas 774 crias de papagaios-do-mar de Newfoundland para Eastern Egg Rock na baía de Muscongus, no Maine. 147 regressaram para o Golfo do Maine das quais 36 estavam aptas para reproduzir [6].